# Cosmógrafo-mor
Cosmógrafo-mor era o mais alto cargo da função pública, do Reino de Portugal, que se dedicava à cosmografia.
Foi instituído nas primeiras décadas do século XVI para supervisionar a formação teórica e a aquisição de novos conhecimentos científicos e geográficos pelos homens do mar e seus navegadores.
O primeiro nome que se conhece a exercer a função é o de Pedro Nunes, nomeado em 1529 por João III de Portugal para o cargo de "cosmografo e bacharel real". Posteriormente, em 1547, sob o reinado do mesmo rei João III de Portugal, foi nomeado "cosmografo moor" com a incumbência expressa de se encarregar da "superintendência dos exames de pilotos, provimento das cartas de marear e outras actividades ligadas à náutica".

## Regimento do Cosmógrafo-Mor
O primeiro documento de que há conhecimento, que regulamenta a actividade dos Cosmógrafos-Mores, é o Regimento do Cosmógrafo-Mor (1592).
Segundo esse regimento competia ao cosmógrafo-mor:
- examinar todos os que pretendessem vir a fazer cartas de marear e instrumentos náuticos; *verificar e assinar a correcção das cartas, globos e outros instrumentos náuticos, que os fabricantes lhe deviam apresentar;
- servir de perito nas contendas sobre demarcações de terras e mares, descobertos e a descobrir;
- leccionar uma aula de matemática para pilotos, sotapilotos, mestres, contramestres e guardiães, e ainda gente nobre que quisesse assistir;
- certificar a capacidade profissional dos mesmos oficiais através de um exame obrigatório.

Além dessas, devia ainda fazer a matrícula dos referidos oficiais num livro que se guardaria no Armazém da Índia, distribuindo-os depois pelas armadas, de acordo com a respectiva antiguidade, de modo a que servissem equitativamente nas viagens a organizar.
Finalmente cabia aos Cosmógrafos-Mores actualizar e corrigir os Roteiros de Navegação já existentes (obras de uso corrente dos pilotos) com novas informações e descobertas.

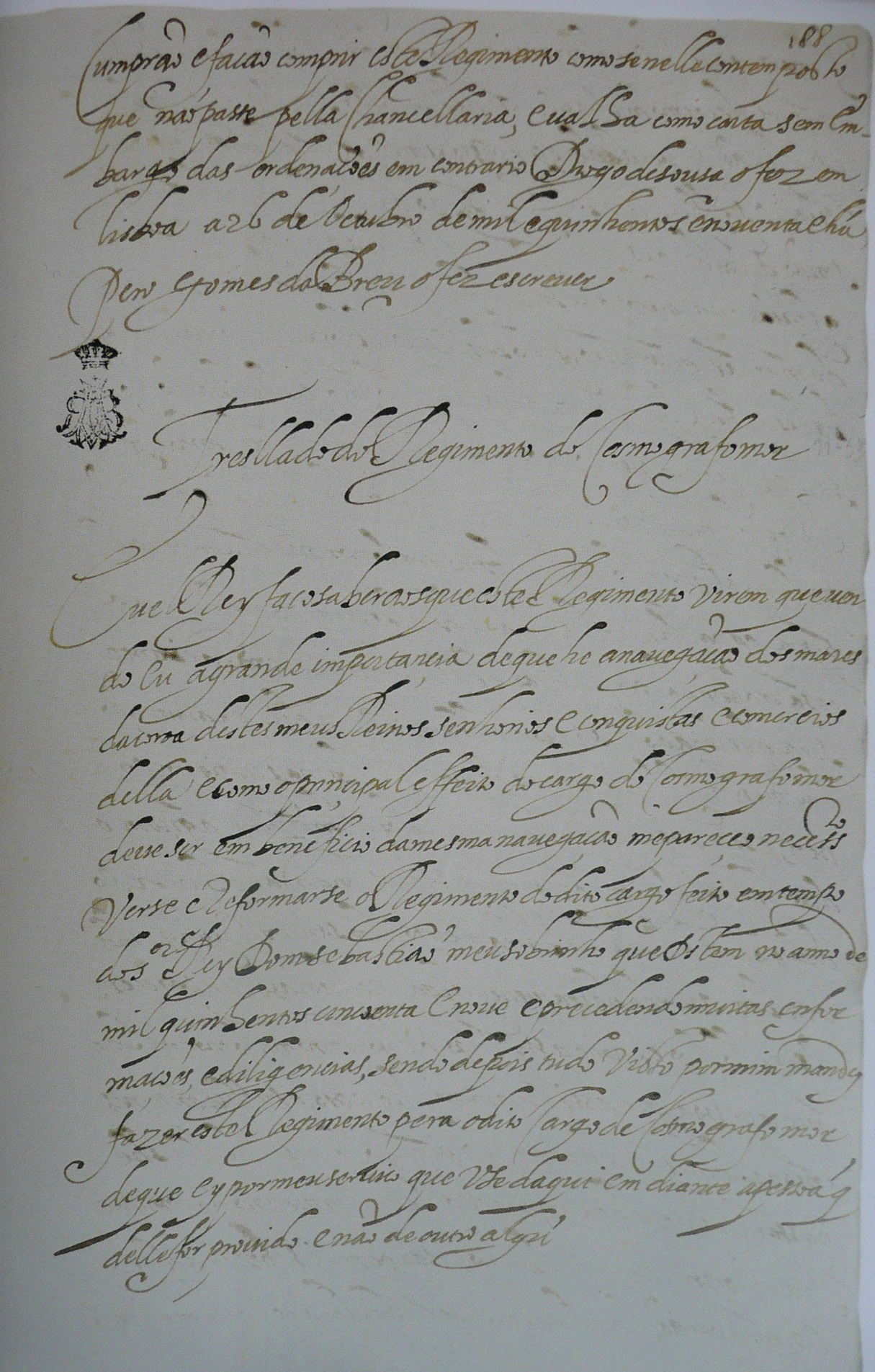
Regimento do Cosmógrafo-Mor, 1592. Biblioteca da Ajuda

«Eu el Rey (Filipe I de Portugal) faço saber aos que este Regimento virem que, vendo eu a grande importância de que hé a navegação dos mares da coroa, destes meus Reinos, senhorios e conquistas e comercios della, e como o principal effeito do Cargo do Cosmografo mór deve ser em beneficio da mesma navegação, me pareceo necessario verse reformarse o Regimento do dito cargo feito em tempo do Senhor Rey Dom Sebastião, meu sobrinho, que Deos tem, no anno de mil quinhentos cíncoenta e nove»
"Data da época em que João Baptista Lavanha exerce o cargo de cosmógrafo-mor, a publicação do Regimento do Cosmógrafo-Mor (1592), primeiro documento conhecido que fornece informações exaustivas de como o ensino e a formação dos homens do mar era entendida nos finais do século XVI.
É um documento muito rigoroso, que estabelece um conjunto de disposições reguladoras de toda a actividade relacionada com as navegações, colocando o cosmógrafo-mór como a figura chave de todo o processo.
De entre elas, destaca-se a necessidade de submeter os pilotos, cartógrafos e construtores de instrumentos náuticos a um exame, a necessidade de verificar as cartas e instrumentos náuticos que seguiam a bordo dos navios e a penalização para quem não cumprisse as disposições sobre o seu fabrico e utilização. Cabia ainda ao cosmógrafo-mor a responsabilidade de uma lição de matemática, que seria frequentada pelos ditos homens do mar, sendo definidas as matérias sujeitas a exame e aquelas que deveriam ser leccionadas."

## Cosmógrafos Mores
O primeiro, e criador do cargo em 1547 (depois de Cosmógrafo-Real, 1529) foi o célebre Pedro Nunes, seguido  de Tomás de Orta, e diante da doença deste, de João Baptista Lavanha em 13 de Fevereiro de 1591 (cargo para o qual foi oficialmente designado em 1596); Sucedido à sua morte em 1624 por D. Manuel de Meneses, (em 1625) ; António de Maris Carneiro, moço fidalgo da casa real é nomeado para o exercício do cargo em 6 de Junho de 1631, o qual retoma, no reinado de D. João IV, mais precisamente, em 4 de Março de 1641, através de uma carta régia que não fazendo qualquer referência à sua anterior nomeação, copia, em pormenor, a carta de Filipe III:
«Hej por bem de lhe fazer merce do ditto officio de Cosmografo mor em portugal como o teuerão João bautista Labanha e Dom Manuel de Meneses Com obrigação de ler em sua casa hûa lição…».
Mas na distribuição cronológica dos exames em função do cosmógrafo-examinador, não aparece D. Manuel: "1596-1606, Cosmógrafo-examinador João Baptista Lavanha; 1606-1622, Manuel de Figueiredo ; 1619, João Batista Lavanha; 1623-1633, Valentim de Sá; 1633-1635, Antonio de Maris Carneiro; 1636-1640, Valentim de Sá; 1638-1640, António de Maris Carneiro" etc.
"A importância do cargo  (de cosmógrafo Mor) é tal, que sendo este atribuído de forma vitalícia, sempre que os seus detentores estivessem incapacitados de o exercer ou se encontrassem ausentes de Lisboa, era nomeado um substituto. Só se adquiria a posse do cargo por morte do seu original detentor. É exactamente isto que ocorre com as frequentes ausências de João Baptista Lavanha na corte espanhola.
O primeiro substituto de Lavanha, Manuel de Figueiredo, é nomeado para o cargo de cosmógrafo-mor em 1608 e o segundo, Valentim de Sá é nomeado em 1623. Nos alvarás de ambos é claro que a atribuição do cargo era apenas enquanto durasse a «ausência do proprietário do ditto oficio».
Ambos os cosmógrafos-mores, apenas exerceram o cargo interinamente, nos períodos em que Lavanha não o podia fazer por se encontrar ausente de Lisboa. Manuel de Meneses foi, deste modo, o verdadeiro sucessor de Lavanha no cargo de cosmógrafo-mor em 1625.
E Francisco Contente Domingos acrescenta: Defunto (Lavanha) em 1624, sucedeu-lhe D. Manuel de Meneses em 1625, o "único cosmógrafo-mor com real conhecimento e experiência da navegação prática"
Aparece então que D. Manuel de Meneses nunca chegou a exercer seu cargo de "cosmógrafo-examinador", que não era aliás, como vimos, a única prerrogativa do Cósmografo-Mór de Portugal. Se não aparece como examinador é certamente porque, pouco tempo ficou em Lisboa a partir da sua nomeação que só pode ter ocorrido a partir de fins de Outubro de 1625, em que chegou a Lisboa vindo da Bahía. E o ano seguinte é encarregado da Armada da Costa de Portugal.

## Lista de Cosmógrafos-Mores em Portugal e sua data de nomeação
- Pedro Nunes (1529);
- Tomás de Orta (1580);
- João Baptista Lavanha (1591);
- Manuel de Figueiredo (interino, 1608);
- Valentim de Sá (interino, 1623);
- Manuel de Meneses(1625);
- António de Maris Carneiro (1631);
- Luís Serrão Pimentel (1671);
- Manuel de Pimentel (1687);
- Luís Francisco Serrão de Miranda (1713)